# الهارثة
الهارثة هي مدينة عراقية وناحية تقع في شمال شرق محافظة البصرة على الضفة الشرقية لنهر الفرات، يحدها شمالاً قضاء القرنة وجنوباً مركز محافظة البصرة, تربط الهارثة الطريق الرئيس مع بغداد ومركز مدينة البصرة. و قد تحولت الهارثة إلى قضاء في عام 2018 يوم 13 نوفمبر تحديداً بعد موافقة محافظ البصرة الدكتور أسعد العيداني و ذلك جاء بعد تعدّي حدود سكان الناحية ال175 ألف تحديدا بحسب إحصاءات عام 2018 الخدمات المقدمة قليلة بسبب قلة التخصيصات المالية إذا ما قورنت بنسب التخصيصات إلى الأقضية. يفتقر القضاء إلى وجود مستشفى و محكمة ومصرف (سوى فرع مصرف الرشيد الموجود في مجمع جامعة البصرة في الكرمة)،
و يوجد في قضاء الهارثة محطة الهارثة الحرارية لتوليد الكهرباء ومعمل الورق وفي منطقة كرمة علي بالتحديد مطار البصرة الدولي ومحطة حقن المياه إلى آبار النفط في البصرة بالإضافة إلى معمل التمور العراقية و(مجمع جامعة البصرة في موقع كرمة علي).

## التقسيمات الادارية لناحية الهارثة
- كرمة علي
- الطاقة أو الهارثة كما تسمى وتقع في شمال الناحية.

وتوجد قرية في شمال ناحية الهارثة جنوبي ناحية الدير تسمى قرية «أم مسجد» وذلك لوجود ما يعتقد أنه ثالث أقدم مسجد في البصرة .